# Fernruf aus Chicago
Fernruf aus Chicago ist ein US-amerikanisches Filmdrama aus dem Jahr 1951 von John Reinhardt mit Dan Duryea und Mary Anderson in den Hauptrollen. Er wird zum Subgenre des Film noir gezählt.

## Handlung
Nach einer durchzechten Nacht kommt der Fotograf William Cannon nach Hause und entdeckt, dass seine Frau Mary ihre Sachen packt und ihn mit Tochter Nancy verlassen will. Seine Versuche, sie zum Bleiben zu bewegen, scheitern. Obwohl er ohne Kamera nicht arbeiten kann, versetzt er sie in einem Pfandhaus, um Marys Reise zu finanzieren. Er verabschiedet sich von Frau und Tochter und wandert durch die Straßen, um ihre Abfahrt nicht sehen zu müssen.
William kehrt erst nach ein paar Tagen zurück. Vor seinem Haus wartet der Telefontechniker Jim, der seinen Anschluss stilllegen soll. Bevor Jim seine Arbeit beendet, erhält William ein Telegramm. Mary informiert ihn, dass Nancy bei einem Verkehrsunfall in Chicago schwer verletzt wurde. Sie werde ihn am folgenden Tag anrufen und ihm das Ergebnis der notwendigen Operation mitteilen. Verzweifelt fleht William den Techniker an, den Anschluss nicht abzukabeln; er werde einen Weg finden, die ausstehende Rechnung in Höhe von 50 Dollar zu bezahlen. Jim erklärt, dass der Anschluss schon stillgelegt sei. Er werde ihm aber das Telefon noch für 24 Stunden überlassen. Die nächsten Stunden verbringt William mit dem Versuch, sich Geld zu leihen. Ein Bankkredit wird wegen fehlender Sicherheiten abgelehnt. Auch bei Bekannten und in Leihhäusern bleibt er erfolglos. Verzweifelt an einer Straßenecke stehend erregt er das Mitleid einer Kellnerin, die ihm fünf Dollar gibt.
Mit seinem Fahrrad verletzt der junge Bobby Kimball Williams Hund Smitty. Voller Reue folgt Bobby William nach Hause. Dort erzählt er ihm, dass seine Schwester Barbara heiraten und ihn in ein Waisenhaus geben wolle. William erzählt Bobby von seinen eigenen Problemen. Enthusiastisch bietet der Junge seine Ersparnisse von 60 Dollar zur Hilfe an. William akzeptiert und verspricht, das Geld so schnell wie möglich zurückzuzahlen. In Bobbys Zimmer schläft jedoch Barbaras Verlobter Art. Barbara erklärt, sie habe Bobbys Geld zur Sicherheit versteckt. William ist von Barbaras ruppiger Art gegenüber Bobby bestürzt, doch sie hört nicht auf seinen Appell, freundlicher zu sein.
William verlässt das Haus und wird schon bald von Bobby eingeholt. Der Junge hat Arts Lohnabrechnung gestohlen und will damit das Geld abheben und später mit seinen Ersparnissen zurückzahlen. Widerstrebend eilt William mit dem Geld zur Telefongesellschaft, die jedoch schon geschlossen ist. Um sich abzulenken, besucht er mit Bobby eine Baseballspiel. Dort verliert Bobby das Geld, das von einem Angestellten des Fundbüros aber glücklicherweise gefunden wird. William kehrt mitten in der Nacht zum Haus der Kimballs zurück, um Art das Geld zurückzugeben. Art erwischt ihn und wirft ihn aus dem Haus, während Barbara Bobby schlägt. William geht an einer Baustelle vorbei, auf der auch nachts gearbeitet wird. Er bittet um einen Job und bekommt ihn von dem Vorarbeiter, der von seiner Entschlossenheit beeindruckt ist.
William verdient genug Geld, um am nächsten Morgen die Chicagoer Polizei anzurufen. Die Polizei kann jedoch Nancy in keinem Krankenhaus finden. Zur gleichen Zeit wartet Bobby vor Williams Haus auf dessen Rückkehr. Als der Techniker Jim erscheint, bittet ihn Bobby um Hilfe. Als William zu Hause ankommt, erfährt er, dass Jim die Verbindung für eine Stunde aktiviert hat. In diesem Moment erscheint die Polizei, die ihn auf Arts Anzeige hin festnimmt. Die Beamten wollen ihn zum Auto bringen, als das Telefon klingelt. William kämpft sich frei und nimmt ab. Die Beamten und Bobby hören, dass Nancy die Operation nicht überlebt hat. Williams Erschütterung bringt die Beamten dazu, ihrem Vorgesetzten die Situation zu erklären. Der Haftbefehl wird aufgehoben und die Polizisten ziehen ab.
Aufgelöst und verzweifelt streift William durch die Straßen, gefolgt von einem besorgten Bobby. Immer wieder scheint es, dass sich William vor fahrende Autos werfen will. Als Bobby ihn aus den Augen verliert, bricht er im Glauben, dass sich William nun vor ein Auto geworfen hat, an den Gleisen einer Bahnstrecke weinend zusammen. Ein Weichenwärter findet ihn und bringt ihn zu William, der den todtraurigen Jungen als seinen Sohn ausgibt. Hand in Hand gehen die beiden weg.

## Produktion

### Hintergrund
Gedreht wurde der Film ab Anfang Juni 1951 in den Motion-Picture-Center-Studios in Hollywood.

### Stab
Boris Leven und George Sawley waren für das Szenenbild zuständig.

### Besetzung
In kleinen nicht im Abspann erwähnten Nebenrollen traten Roy Glenn und Gene Roth auf. Ebenfalls unerwähnt blieben Dick Curtis als Vorarbeiter, Bob Fallon als Art und Norman Field als Weichenwärter.

## Synchronisation
| Rolle            | Schauspieler     | Deutscher Synchronsprecher |
| ---------------- | ---------------- | -------------------------- |
| William Cannon   | Dan Duryea       | Ekkehardt Belle            |
| Mary Cannon      | Mary Anderson    | Madeleine Stolze           |
| Jim              | Ross Elliott     | Randolf Kronberg           |
| Barbara Kimball  | Judith Brubaker  | Susanne von Medvey         |
| Peggy            | Marcia Mae Jones | Michaela Amler             |
| Vorarbeiter      | Dick Curtis      | Joachim Höppner            |
| Art              | Bob Fallon       | Sigmar Solbach             |
| Weichenwärter    | Norman Field     | Walter Reichelt            |
| Polizeibeamter   | Charles Flynn    | Holger Schwiers            |
| Bankangestellter | Bill Lechner     | Michael Schwarzmaier       |
| Mr. Blake        | Rudy Makoul      | Leon Rainer                |
| Lieutenant Ryan  | Steve Pendleton  | Alexander Allerson         |
| Heilsarmistin    | Eleanor Radcliff | Doris Jensen               |
| Portier          | Gene Roth        | Wolfrid Lier               |
| Angestellter     | Bud Stark        | Bruno W. Pantel            |
| Polizeibeamter   | Carl Vernell     | Norbert Gastell            |

Anmerkung: Die kursiv geschriebenen Namen sind Rollen und Darsteller, die nicht im Abspann erwähnt wurden.
Die Einleitung wurde von Klaus Kindler gesprochen.

## Veröffentlichung
Die Premiere des Films fand am 31. Dezember 1951 in Chicago statt. In der Bundesrepublik Deutschland kam er am 25. Januar 1957 in die Kinos.

## Kritiken
Das Lexikon des internationalen Films schrieb: „Realistisches psychologisches Drama mit Alltagspoesie und versöhnlicher Humanität.“
Der Kritiker des TV Guide sah eine schwache Seifenoper mit einem interessanten absurden Ansatz und einen virtuosen Dan Duryea.
Die Evangelische Filmgilde empfahl den Film im November 1956 als Besten Film des Monats.